# Yan Ting’ai
Yan Ting’ai (chiń. 晏廷爱) – chiński dyplomata.
Ambasador Chińskiej Republiki Ludowej w Phnom Penh (Królestwo Kambodży). Pełnił tę funkcję w okresie od maja 1997 do kwietnia 2000 roku. Następnie był ambasadorem w Królestwie Tajlandii między lutym 2001 a majem 2004 roku.